# Cerro Ñemby
El cerro Ñemby, ubicado a 17 kilómetros al sur de Asunción, en el barrio Caaguazú de Ñemby, se encuentra a una distancia de aproximadamente 1450 metros del centro de la ciudad. Este cerro forma parte de la imponente cordillera del Ybytypanemá, una cadena montañosa que se extiende desde Villarica, pasando por Paraguarí, Ypacarai, Areguá, Ñemby, Lambaré y finalizando en Asunción.  Según Hugo Ferreira Gubetich, “la serranía del Ybytypanemá está formada por cerros frustrados o montículos que no llegaron a ser cerros”.  El cerro Ñemby sobresale por su característica forma de cono truncado, presentando un diámetro cercano a los 700 metros en la base.  

## Toponimia
En Paraguay, es común que varios cerros no tengan un nombre propio y sean denominados según el lugar en el que se encuentran. Un ejemplo de ello es el cerro Ñemby. El origen del topónimo Ñemby ha suscitado diversas teorías a lo largo del tiempo. Una de ellas postula que podría derivar del nombre del cacique Ñemby, un prominente líder cario que ejercía su autoridad en la comarca de Ñemby durante la llegada de los conquistadores. Otra teoría sugiere que el término Ñemby se origina en la peculiaridad volcánica del cerro, con una posible interpretación de "piedra que salió de adentro". 
Las primeras referencias documentadas sobre el cerro Ñemby se remontan al siglo XVIII, cuando se le mencionaba como cerro de La Frontera o Ñemby. En las anotaciones de Azara del 8 de febrero de 1784, se registra: 

«Salimos el día 8 a las 12 ½ de la noche y a dos leguas hallamos la estancia de Luis Baldovinos. Cuatro leguas anduvimos, y a la 5ª descubrí sobre mi derecha a 6 u 8 leguas, la montaña de Ñemby medianamente alta, muy extendida«

El 2 de septiembre de 1784, el piloto de fragata español Pablo Zizur, a las órdenes de Félix de Azara, afirmó haber marcado el cerro, al que llamó «cerrito de La Frontera o Ñemby». Por otro lado, Aguirre, al pasar por Ñemby el 4 de octubre de 1794, escribió: «Demarqué, a juicio de los vecinos de estos lugares, el cerro de La Frontera«. Aunque estos exploradores proporcionaron datos adicionales, no ofrecieron descripciones detalladas del cerro. 
En antiguos mapas, se puede observar que el cerro Ñemby también fue conocido con los nombres de Reducto y Caaguazú. La denominación Reducto aparece en un mapa de Ernest Mouchez de 1861, y se cree que su origen está relacionado con los jesuitas de San Lorenzo. Por otro lado, el topónimo Caaguazú se encuentra en un mapa de Federico de Gásperi de alrededor de 1920, haciendo referencia a la condición montañosa del cerro.  Sin embargo, el término Ñemby prevaleció y se impuso como el nombre comúnmente aceptado para referirse al cerro.

## Formación
El cerro Ñemby, de acuerdo al Dr. Luigi Miraglia, es una formación volcánica   que se remonta a aproximadamente 45 millones de años atrás.  Se originó a partir de una erupción única de su chimenea volcánica, durante la cual se expulsaron lava y materiales que se enfriaron y solidificaron a lo largo de varios días. Estas lavas solidificadas son las piedras basálticas que componen el cerro en la actualidad y que también fueron utilizadas como material de pavimento.  El cerro Ñemby comparte características volcánicas similares a las de los cerros Lambaré y Tacumbú, siendo contemporáneos en su formación. 

## Altitud
En 1963, el Dr. Miraglia realizó mediciones del cerro Ñemby, estableciendo su altura en 206 metros.  Esta cifra representa la elevación inicial del cerro, calculada en el año en que comenzó la explotación de la cantera. Sin embargo, actualmente existe discrepancia entre los geógrafos en cuanto a la altura exacta del cerro. Según el Mapa Topográfico, la altura máxima se registra como 169 metros sobre el nivel del mar. 
En 2019, se llevó a cabo un estudio utilizando tecnología de GPS para la instalación de una catarata artificial en el cerro. Los cálculos realizados por el equipo determinaron que el lado oeste presentaba una altura de 154 metros (esta zona se encuentra afectada por el proceso de explotación y tiene una menor elevación), mientras que el lado este, que corresponde a la parte más alta del cerro, alcanzaba una cota de 206 metros. 

## Florística y fauna
El cerro Ñemby se caracteriza por tener un suelo rocoso y una cantidad limitada de tierra, sin embargo, en sus laderas sur, este y oeste, se encuentra un denso bosque que se extiende hasta la cima. En este entorno, se pueden encontrar lianas y enredaderas que crecen entre una vegetación espinosa, como el tacuarembó o tacuarillas (en disminución), el urumbé o cactus (praecereus euchlorus) y el caraguatá. Además, hay palmeras como el mbocayá, y árboles como el laurel hu, el tajy, el samu'u (que al madurar libera una suave lana blanquecina), el jacarandá, el paraíso y el yvyrayú, los cuales crecen en grietas de las rocas. En las zonas marginales del cerro, también se destacan árboles como los mangos, los eucaliptos y las guayabasEste bosque serrano es el hábitat de diversos animales silvestres, como el apereá (liebre), el mbopi (murciélago), el mykuré o zarigüeya, así como de aves como el taguató (gavilán), el ñacurutú (búho), el urucuréa (lechuza), el yryvú (cuervo), la jhabia (zorzal), la masa caraguaí (troglodito), el mainumby (colibrí), el sayoyby (cardenal), el pitogué (bienteveo), el Alonso García (hornero), el yeruti, la tórtola, el chochí y el gua'á. También se encuentran reptiles como el teyú (lagartija), el mbyyá (culebra), el mboi chini (culebra de cascabel), el ñanduviré y el mboi sayjú. En el área acuática, es común encontrar ypé apa´í o macacitos grises nadando en la laguna. 
Sin embargo, las actividades humanas como la tala y la urbanización han afectado a pequeños animales como el aguara'í y el teyú guazú, quienes han sido desplazados del cerro. La presencia del ynambú y el tapití también se evalúa, ya que se ha reportado una disminución en su avistamiento. Por este motivo, tanto las autoridades municipales como las del Congreso Nacional han considerado la posibilidad de declarar el cerro Ñemby como Paisaje Protegido y Patrimonio Natural e Histórico, con el objetivo de preservar el valioso ecosistema que alberga.  

## Formación de la laguna
La laguna del cerro se formó como resultado de la acumulación de agua de lluvia en un banco dejado tras la explotación de la cantera. La presencia de arcilla en el lecho rocoso fue crucial para la formación de la laguna, ya que hizo que el suelo fuera impermeable. Las arcillas se encuentran en las canteras o ex canteras como un subproducto de la meteorización, se expulsan durante las explosiones, llenan las fracturas en las rocas y evitan la infiltración total del agua acumulada sobre ellas. La arcilla se define en geología como "una roca blanda que se vuelve plástica al contacto con el agua". 
Este fenómeno arcilloso también se observa en las ex canteras de los cerros Tacumbú e Ypacaraí, donde también hay grandes lagunas. Debido a que el agua de la laguna es agua de precipitación, se clasifica como de Clase 2 o superficial. En esta laguna habitan organismos microscópicos que se desarrollan en aguas estancadas y con poco oxígeno, como las cianobacterias,  también conocidas como "algas verde-azules". El color esmeralda que adquiere la laguna se debe a la proliferación de estas cianobacterias. 
Es importante destacar que la laguna también podría recibir, en menor o mayor medida, aguas subterráneas del acuífero Patiño, pero esto aún no ha sido confirmado. En marzo de 2016, los técnicos hidrogeólogos del Vice ministerio de Minas y Energías inspeccionaron la laguna y descartaron la contribución de aguas subterráneas.  Sin embargo, es necesario realizar un estudio técnico detallado para confirmar esta cuestión de manera definitiva.
A lo largo del tiempo, las explosiones y las aguas pluviales han ido formando lagunas en el cerro.  Estas lagunas eran más pequeñas y solían evaporarse o ser drenadas con bombas. La laguna actual se formó en 2016, después de que cesaron las actividades de la cantera. Es una laguna de gran tamaño, con aproximadamente 500 metros de largo, 100 metros de ancho y una profundidad de alrededor de 6 metros, y suele contener agua durante todo el año. Los geólogos expertos indican que la laguna se evapora, pero no se seca por completo debido a un equilibrio casi constante entre la evaporación y la recarga, lo que implica fluctuaciones según el ritmo de las precipitaciones.

#### Sobre los ypé apa´í o macacitos grises de la laguna
Estos gráciles y ariscos animalitos  son llamados también zambullidores enanos. Son aves acuáticas de ojos amarillos que se alimentan de insectos, ranas y pequeños peces a los que cazan sumergiéndose durante unos segundos bajo el agua. Como no pueden caminar se desplazan volando a otros espejos de agua, y anidan a orillas del agua o en plantas flotantes.

## Generalidades del cerro Ñemby
- El cerro Ñemby es considerado como cerro costero debido a su cercanía con el río Paraguay. El cerro está conformado por piedra basáltica, material utilizado para la construcción de rutas.
- Casi 20 años de reclamos formales de vecinos y autoridades comunales evitaron que este espacio natural termine siendo historia. [23]
- Sus dueños primitivos fueron los Carios, indígenas originarios de Ñemby. En 1962, el cerro fue despojado de sus propietarios, un conglomerado de 19 personas, por el estado paraguayo. [24]
- El cerro Ñemby es un volcán apagado y su edad es de 45 millones de años. [25] Este volcán erupcionó una sola vez, y lo hizo durante varios días seguidos. Las piedras que forman el montículo del cerro son lavas solidificadas.
- Las personas que visitan el área de la laguna se encuentran en la garganta de un volcán extinto.
- La explotación del cerro Ñemby como cantera duró 54 años, empezó en 1963 y terminó en 2016. Fueron extraídas de él aproximadamente 10 millones de toneladas de piedra. [9]
- En el cerro Ñemby se llegaron a encontrar piedras que procedían de una profundidad de 80 kilómetros.
- La superficie total del cerro es de aproximadamente 70 hectáreas, y la laguna de color esmeralda que riega su hueco es acumulación de agua de lluvia.
- Llegando desde Asunción, el paisaje del cerro observable es el de un gigantesco sándwich sin relleno, pero arribando de San Lorenzo, la vista es la de un boscoso y majestuoso coloso serrano, sin daño aparente.
- Como paso previo a su explotación, en 1963 el MOPC contrató los servicios de la empresa “Construcciones Públicas S.A.C. y F.” para los trabajos de limpieza y destronque del cerro. [26] Esta primera destrucción causó un gran impacto ambiental porque los bosques deforestados proveían de frutas y otros alimentos a la población. Además, estos bosques proporcionaban leña, tacuarillas (tacuarembó) para la fabricación de canastas, y eran el hábitat de muchas especies animales.

## Sitio Turístico
Actualmente, el municipio de Ñemby diseña planes para convertir el cerro en un atractivo turístico,  y en un sitio de esparcimiento sano para la comunidad y los visitantes.